# Mikrolissenzephalie-Mikromelie-Syndrom
Das Mikrolissenzephalie-Mikromelie-Syndrom ist eine sehr seltene angeborene Erkrankung mit den Hauptmerkmalen Mikrozephalie, Lissenzephalie und Mikromelie.
Synonym: Basel-Vanagaite-Sirota-Syndrom
Die Bezeichnung bezieht sich auf die Hauptautoren der Erstbeschreibung aus dem Jahre 2003 durch die Israelische Humangenetikerin Lina Basel-Vanagaite und Mitarbeiter.
Das Syndrom ist nicht zu verwechseln mit dem Basel-Vanagaite-Smirin-Yosef-Syndrom.
Ähnliche Syndrome wurden beschrieben im Jahre 1980 mit Mikrozephalie, intrauteriner Wachstumsverzögerung und Mikromelie sowie im Jahre 1998 mit Mikrozephalie, Gesichtsauffälligkeiten, Mikromelie und geistiger Behinderung.

## Verbreitung und Ursache
Die Häufigkeit wird mit unter 1 zu 1.000.000 angegeben, bislang wurden zwei Schwestern beschrieben. Die Vererbung erfolgt vermutlich autosomal-rezessiv, die Ursache ist bislang nicht bekannt.

## Klinische Erscheinungen
Klinische Kriterien sind:
- Krankheitsbeginn bei Geburt oder kurz darauf
- Versterben im frühen Kindesalter
- Kurze Arme, Dysmorphien, Krampfanfälle
- fehlende oder grobe Gyrierung frontal
- fehlende Reflexe

Hinzu können Hypoparathyreoidismus und Hypertrichose kommen.